# 제나 멀론
제나 멀론(영어: Jena Malone, 1984년 11월 21일~)은 미국의 배우, 가수, 사진가이다.

## 출연 작품

### 영화
- 돈 크라이 마미 (1996)
- 콘택트 (1997)
- 스텝맘 (1998)
- 도니 다코 (2001)
- 라이프 애즈 어 하우스 (2001)
- 유나이티드 스테이츠 오브 리랜드 (2003)
- 세이브드 (2004)
- 오만과 편견 (2005) - 리디아 역
- 인투 더 와일드 (2007)
- 루인스 (2008)
- 써커 펀치 (2011)
- 헝거 게임: 캣칭 파이어 (2013)
  - 헝거 게임: 모킹제이 (2014)
  - 헝거 게임: 더 파이널 (2015)
- 10 센트 피스톨 (2014)
- 인히어런트 바이스 (2014)
- 내 마음을 벗어난 시간 (2014)
- 네온 데몬 (2016) - 루비 역
- 녹터널 애니멀스 (2016)
- REBEL MOON: 파트 1 불의 아이 (2023) - 하마다 역
- 러브 라이즈 블리딩 (2024) - 베스 역
- Rebel Moon(레벨 문): 파트2 스카기버 (2024) - 하마다 역

### 텔레비전
- 히틀러: 악의 탄생 (2003)
- 투 올드 투 다이 영 (2019)